# Epitelioma
Un epitelioma es un crecimiento anormal del epitelio, que es la capa de tejido que recubre la superficie de los órganos y otras estructuras del cuerpo humano. 

## Clasificación
Los epiteliomas pueden ser crecimientos benignos o carcinomas malignos. Los mismos se clasifican de acuerdo al tipo de células epiteliales que se ven afectadas. 
Los epiteliomas más comunes son el carcinoma de células basales y el carcinoma de células escamosas (cáncer de piel).

## Tratamiento
Por lo general el tratamiento es la remoción quirúrgica del tumor y el tejido afectado, o la criocirugía.

## Prognosis
La prognosis varía en gran medida dependiendo del tipo y etapa en el momento en que se realiza el tratamiento. Sin embargo, los epiteliomas más comunes son tratados fácilmente y rara vez resultan en la muerte del paciente.